# Leuconitocris microphthalma
Leuconitocris microphthalma é uma espécie de escaravelho da família Cerambycidae.  Foi descrito por Stephan von Breuning em 1950, originalmente sobe o género Nitocris.  É conhecida a sua existência na Serra Leoa e a República Democrática do Congo.

## Subespecie
- Leuconitocris microphthalma microphthalma (Breuning, 1950)
- Leuconitocris microphthalma rossii (Téocchi, 1992)